# 尼科洛·马丁嫩吉
尼古洛·马丁嫩吉（義大利語：Nicolò Martinenghi，1999年8月1日—），義大利男子游泳運動員，主攻蛙式。他在2019年世界游泳錦標賽上參加了男子100公尺蛙式的比賽，在2020年奧運會男子100米蛙式比賽及男子4×100米混合式接力比賽上獲得銅牌。他還奪得2024年奧運會100米蝶泳冠軍。